# OR13H1
OR13H1 (англ. Olfactory receptor family 13 subfamily H member 1) – білок, який кодується однойменним геном, розташованим у людей на X-хромосомі. Довжина поліпептидного ланцюга білка становить 308 амінокислот, а молекулярна маса — 34 570.
| 10         |  | 20         |  | 30         |  | 40         |  | 50         |
| ---------- |  | ---------- |  | ---------- |  | ---------- |  | ---------- |
| MAMDNVTAVF |  | QFLLIGISNY |  | PQWRDTFFTL |  | VLIIYLSTLL |  | GNGFMIFLIH |
| FDPNLHTPIY |  | FFLSNLSFLD |  | LCYGTASMPQ |  | ALVHCFSTHP |  | YLSYPRCLAQ |
| TSVSLALATA |  | ECLLLAAMAY |  | DRVVAISNPL |  | RYSVVMNGPV |  | CVCLVATSWG |
| TSLVLTAMLI |  | LSLRLHFCGA |  | NVINHFACEI |  | LSLIKLTCSD |  | TSLNEFMILI |
| TSIFTLLLPF |  | GFVLLSYIRI |  | AMAIIRIRSL |  | QGRLKAFTTC |  | GSHLTVVTIF |
| YGSAISMYMK |  | TQSKSYPDQD |  | KFISVFYGAL |  | TPMLNPLIYS |  | LRKKDVKRAI |
| RKVMLKRT   |  |            |  |            |  |            |  |            |

A: Аланін

C: Цистеїн

D: Аспарагінова кислота

E: Глутамінова кислота

F: Фенілаланін

G: Гліцин

H: Гістидин

I: Ізолейцин

K: Лізин

L: Лейцин

M: Метіонін

N: Аспарагін

P: Пролін

Q: Глутамін

R: Аргінін

S: Серин

T: Треонін

V: Валін

W: Триптофан

Кодований геном білок за функціями належить до рецепторів, g-білокспряжених рецепторів, білків внутрішньоклітинного сигналінгу. 
Локалізований у клітинній мембрані, мембрані.